# Emerald Twilight
«Изумрудные сумерки» (англ. Emerald Twilight) — сюжетная линия, показанная в 1994 году выпусках Green Lantern (vol. 3) #48-50 комиксов о Зелёном Фонаре компании DC Comics. Созданная писателем Роном Мартцем, стала причиной крупного недовольства и смятения среди поклонников комиксов, так как в ней Зелёный Фонарь Серебряного Века Хэл Джордан превращается в суперзлодея по имени Параллакс. Вместо Хэла был введен новый Зелёный Фонарь — Кайл Райнер.

## История создания
Первоначально, «Изумрудные сумерки» должны были выйти по сценарию Джерарда Джонса, что даже было анонсировано в  Comics Scoreboard Previews Vol. III #8 в августе и ноябре 1993. Но сценарий, предложенный Джонсом показался DC Comics недостаточно интересным, чтобы привлечь читателей. Тогда издатель Дженнет Канн вместе с редакторами Майком Карлином, Деннисом О’Нилом, Арчи Гудвином и редактором со стороны DC Кевином Дули, подготовили концепцию «Изумрудных сумерек», которая впоследствии была развита сценаристом Роном Мартцем и увидела свет.

## Сюжет
События начинаются с того, что космический злодей Монгул объединяется с Киборгом Суперменом, который выдавал себя за реального Супермена. С помощью нескольких ядерных бомб они уничтожают родной город Хэла Джордана — Кост Сити, намереваясь освободить место для огромного космического двигателя и по задумке Монгула, в конечном счете, превратить Землю в гигантский космический корабль Ворволд (англ. War World — Мир войны). Хэл возвращается на Землю и обнаруживает, что Кост-сити разрушен, и в ярости вступает в бой с Монгулом, одерживая победу, а Киборг Супермен в то же время потерпел поражение от настоящего Супермена.
Хэл Джордан объединяется с Зелёной стрелой, помогая ему в другой миссии, но в итоге его мысли всё равно возвращаются к Кост-сити, что мешает ему сосредоточиться. Он возвращается в Кост-сити и в развалинах находит куклу, которая говорит о том, что когда-то здесь жили семь миллионов человек. В отчаянии, он использует своё кольцо силы, чтобы восстановить город и вернуть людей, которые погибли, включая его семью. Когда он понимает, что способностей его кольца недостаточно, на связь с Хэлом вышел один из Стражей Вселенной, который сообщил, что он нарушил одно из главных правил Зелёных Фонарей — не использовать кольцо в личных целях. Разъяренный запретом Стражей и обуреваемый горем от того, что он ничего не может сделать со смертью своих близких, Джордан отправляется на планету Оа, с намерением забрать энергию из Центральной Батареи Силы, и заново создать Кост-сити. Стражи Вселенной собирают группу членов Корпуса Зелёных Фонарей, которые должны помешать Хэлу разрушить источник их силы, но Хэл убивает всех, кто встречается у него на пути, забирая их кольца и бросив раненых умирать в космосе.
На Оа, добравшись до Батареи, Хэл встречает там бывшего Зелёного Фонаря Синестро, который был заключен в тюрьму в Батарее, но освобожден Стражами, которые посчитали, что только у него хватит сил совладать с Джорданом. После схватки с ним, Джордан убивает Синестро, а также своего друга по Корпусу Киловога. Стражи, поняв, что уже ничего нельзя сделать, передают всю оставшуюся энергию Батареи Стражу по имени Гансет, который стал единственным хранителем огромной энергии после смерти всех остальных. Джордан входит внутрь Батареи, а выходит из неё уже в новом костюме и берет новое имя — Параллакс.

### Последствия
Гансет отправляется на Землю и находит художника по имени Кайл Райнер, которому отдает кольцо, сделано из осколков кольца Хэла Джордана и вместе с той силой, что Гансет получил перед смертью всех остальных Стражей Вселенной. Кайл Райнер становится последним Зелёным Фонарём во Вселенной. В качестве Параллакса Джордан ставновится одним из главных злодеев вселенной DC.
В сюжете «Emerald Fallout» в выпусках Guy Gardner #18-21, воин Гай Гарднер получает видение событий Изумрудных сумерек. Гай вместе с Чудо-женщиной, Аланом Скоттом, Арисией, Даркстар и Марсианским Охотником и капитаном Атомом отправляются на Оа, разрушенную Хэлом. Он пытается победить его, но терпит поражение.
Персонаж играет центральную роль в сюжетной линии «Решающий час». Хэл Джордан совершает свой заключительный акт героизма, пытаясь искупить свою вину за все, что он совершил, будучи Параллаксом, он жертвует своей жизнью, чтобы спасти Солнце от Пожирателя Солнц в заключительном эпизоде «Финальная ночь». Приняв это за искупление, на Земле он был похоронен как герой, но душа его не могла попасть ни в рай, ни в ад, а стала духом искупления, известным как Спектр в сюжете ограниченной серии «Судный день».
Во время событий сюжета Зелёный Фонарь: Возрождение (англ. Green Lantern: Rebirth) становится известно, что на самом деле Параллакс — паразит, а не собственная сущность Хэла. Он попал под его контроль, когда стал уязвим от своего горя и обуреваемой его ярости. Параллакс выбрал Джордана по приказу Синестро, который на самом деле не погиб от рук Хэла, а послал к нему свою проекцию, а сам находился внутри Батареи. В конечном счете, Хэл Джордан воскрес в качестве Зелёного Фонаря и вернулся к своей работе в ВВС. Стражи приняли его, и это стало возрождением Корпуса Зелёных Фонарей.